# Phryxe agilis
Phryxe agilis là một loài ruồi trong họ Tachinidae.